# Mesoligia minor
Mesoligia minor är en fjärilsart som beskrevs av Abel Dufrane 1932. Mesoligia minor ingår i släktet Mesoligia och familjen nattflyn. Inga underarter finns listade i Catalogue of Life.